# Partie à l'aveugle

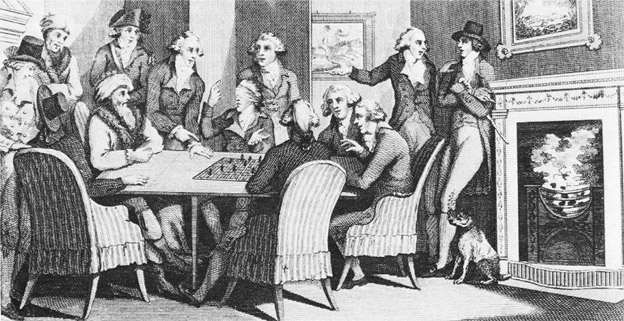
Une partie d'échecs à l'aveugle de Philidor (au centre, assis et ceint d'un bandeau) à Londres dans les années 1780.

Dans le domaine des jeux de réflexion, une partie à l'aveugle est une variante d'un jeu de réflexion (échecs, dames, go, etc.) dans laquelle l'un des deux joueurs (ou les deux) joue sans voir le plateau de jeu, les coups de l'adversaire étant annoncés oralement.
Cette forme de jeu est surtout pratiquée aux échecs, mais elle peut être adaptée à d'autres jeux tels que les dames ou le xiangqi (échecs chinois). Spectaculaire pour le non-initié, les parties à l'aveugles se déroulent généralement lors d'exhibitions de forts joueurs face à des amateurs.

## Historique
Les échecs à l’aveugle sont apparus très tôt dans l’histoire de ce jeu : le premier à jouer de cette façon fut peut-être Sa'id bin Jubair (665-714) au Moyen-Orient. En Europe, le jeu à l’aveugle s'est répandu comme moyen pour handicaper un maître d'échecs face à un adversaire plus faible, ou simplement afin de démontrer les capacités supérieures d’un joueur.
Harold James Ruthven Murray a cité une partie à l'aveugle au cours de laquelle deux cavaliers d'Asie centrale, chevauchant côte à côte, jouaient oralement aux échecs en énonçant chacun leurs mouvements sans voir l'échiquier.
Le premier évènement connu de ce type en Europe s’est déroulé à Florence en 1266. En 1783, le grand joueur français François-André Danican Philidor a démontré sa capacité à jouer jusqu’à trois parties à l’aveugle simultanément avec un grand succès, des journaux soulignant sa prouesse. Il avait appris tout seul à visualiser l'échiquier quand, au lit, il avait du mal à dormir.
En 1858, lors d'un périple en Europe, le joueur d'échecs américain Paul Morphy a fait une démonstration de jeu à l’aveugle contre huit des meilleurs joueurs de Paris, avec le résultat étonnant de six victoires et deux nulles. Parmi les autres maîtres des échecs à l’aveugle, on peut citer Louis Paulsen, Joseph Henry Blackburne (qui a joué jusqu’à seize parties à l’aveugle en simultané) et le premier champion du monde officiel du jeu d'échecs, Wilhelm Steinitz qui, à Dundee en 1867, joua six parties simultanées à l’aveugle (trois victoires, trois nulles). Parmi les femmes, l'une des toutes premières joueuses reconnues pour avoir remporté des parties à l'aveugle est Ellen Gilbert dans les années 1870.
Ce type d’exhibition a été vu par ces maîtres comme une bonne source de revenus.[réf. souhaitée]

## Image mentale de l'échiquier
Contrairement à une idée reçue, la plupart des joueurs de parties à l'aveugle n'ont pas une image photographique de la position sur l'échiquier à chaque instant.
Même si chaque joueur expérimenté est capable de dire instantanément les cases accessibles par une pièce située sur n'importe quelle case de l'échiquier, c'est l'enchaînement des déplacements précédents qui sont le plus souvent mémorisés, la logique de ces mouvements permettant une meilleure mémorisation. Avec un peu d'entraînement, un joueur expérimenté est capable de mener à bien une partie complète à l'aveugle.
Toutefois, cette question n'est pas absolument résolue. Après les travaux d'Hippolyte Taine sur la question, pensant pour sa part que les joueurs d'échecs à l'aveugle avaient une mémoire visuelle de l'échiquier, ce qui n'était pas là un cas général et universel, puis après les réflexions d'Henri Bergson qui lui pensait que les joueurs refaisaient la partie dans leur esprit, en déployant sa théorie de « pensée-schéma-image », la question n'a cessé d'être débattue. En effet, Bergson pensait que les joueurs rejouaient systématiquement le début de la partie dans leur esprit afin de retrouver la position actuelle des pièces sur l'échiquier. Or, cela n'est qu'exceptionnel.
Christophe Bouriau, ayant interviewé le grand maître français Éric Prié sur ce processus, souligne le fait que les joueurs n'ont pas à se représenter en image les pièces pour mener à bien la partie, mais qu'ils voient « des rapports de force ». Eliot Hearst et John Knott indiquent eux, après avoir interviewé de nombreux joueurs, que la faculté à jouer en aveugle ne vient pas de la mémorisation des mouvements. Il s'agit plutôt d'une faculté à comprendre les interactions potentielles les plus significatives sur l'échiquier. La question est donc toujours ouverte sur la question de l'image mentale de l'échiquier.

## Partie à l'aveugle et simultanée à l'aveugle
Tout joueur de bon niveau est capable de jouer des parties à l'aveugle ; aux échecs, le tournoi Amber est un exemple de compétition entre très forts joueurs qui alternent parties rapides et parties à l'aveugle. Le niveau de jeu à l'aveugle, même s'il est sensiblement diminué par rapport à une partie en voyant le jeu, reste cependant relativement comparable à celui des parties classiques.
Tout joueur de bon niveau est aussi capable d'effectuer, sans grand effort, des parties simultanées (plusieurs parties jouées en même temps face à de multiples joueurs), tant que ses adversaires ont chacun un niveau inférieur au champion.
Certains évènements combinent parties à l'aveugle et parties simultanées ; on parle pour ce type de manifestation de « simultanée à l'aveugle ».

## Records
Dans les tableaux ci-dessous, la colonne « Adversaires » indique le nombre d'adversaires contre lequel le joueur joue en simultanée. Le résultat est entre parenthèses. Ainsi, « +3 » signifie 3 victoires. « (+12 =3 -1) » signifie que le joueur de simultanée a remporté 12 victoires, fait 3 matchs nuls, et qu'il a perdu une fois.

### Aux échecs
| Année | Adversaires     | Lieu      | Joueur                 |
| ----- | --------------- | --------- | ---------------------- |
| 1751  | 3 (+3)          | Berlin    | Philidor               |
| 1857  | 4               |           | Louis Paulsen          |
| 1858  | 8 (+6 =2)       | Paris     | Paul Morphy            |
| 1861  | 10 (+9 -1)      | Londres   | Louis Paulsen          |
| 1876  | 16 (+12 =3 -1)  |           | Johannes Zukertort     |
| 1902  | 21 (+3 =11 –7)  | Hanovre   | Harry Nelson Pillsbury |
| 1919  | 24 (+12 =9 -3)  | Haarlem   | Richard Réti           |
| 1921  | 25 (+15 =7 -3)  | Berlin    | Gyula Breyer           |
| 1925  | 28 (+22 =3 -3)  | Paris     | Alexandre Alekhine     |
| 1925  | 29 (+20 =7 -2)  | São Paulo | Richard Réti           |
| 1933  | 32 (+19 =9 -4)  | Chicago   | Alexandre Alekhine     |
| 1937  | 34 (+24 =10)    | Édimbourg | George Koltanowski     |
| 1947  | 45 (+39 =4 -2)  | São Paulo | Miguel Najdorf         |
| 2011  | 46 (+25 =19 -2) | Sontheim  | Marc Lang              |
| 2016  | 48 (+35 =7 -6)  | Las Vegas | Timour Gareïev         |

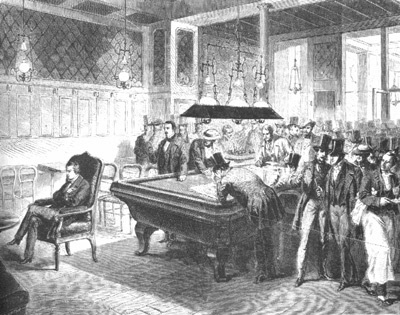
Simultanée à l'aveugle de Paul Morphy en 1858 au Café de la Régence à Paris.

En 1960, George Koltanowski joue contre 56 joueurs à l'aveugle à San Francisco, mais consécutivement et non simultanément.
La même année, le Hongrois János Flesch joue contre 52 adversaires à Budapest (+31 =3 -18), mais ce record est terni par le fait que Flesch pouvait recompter verbalement le score des parties en cours. De plus, le record s'est établi sur un temps très court, environ cinq heures, avec de nombreuses parties très brèves.

### Aux dames

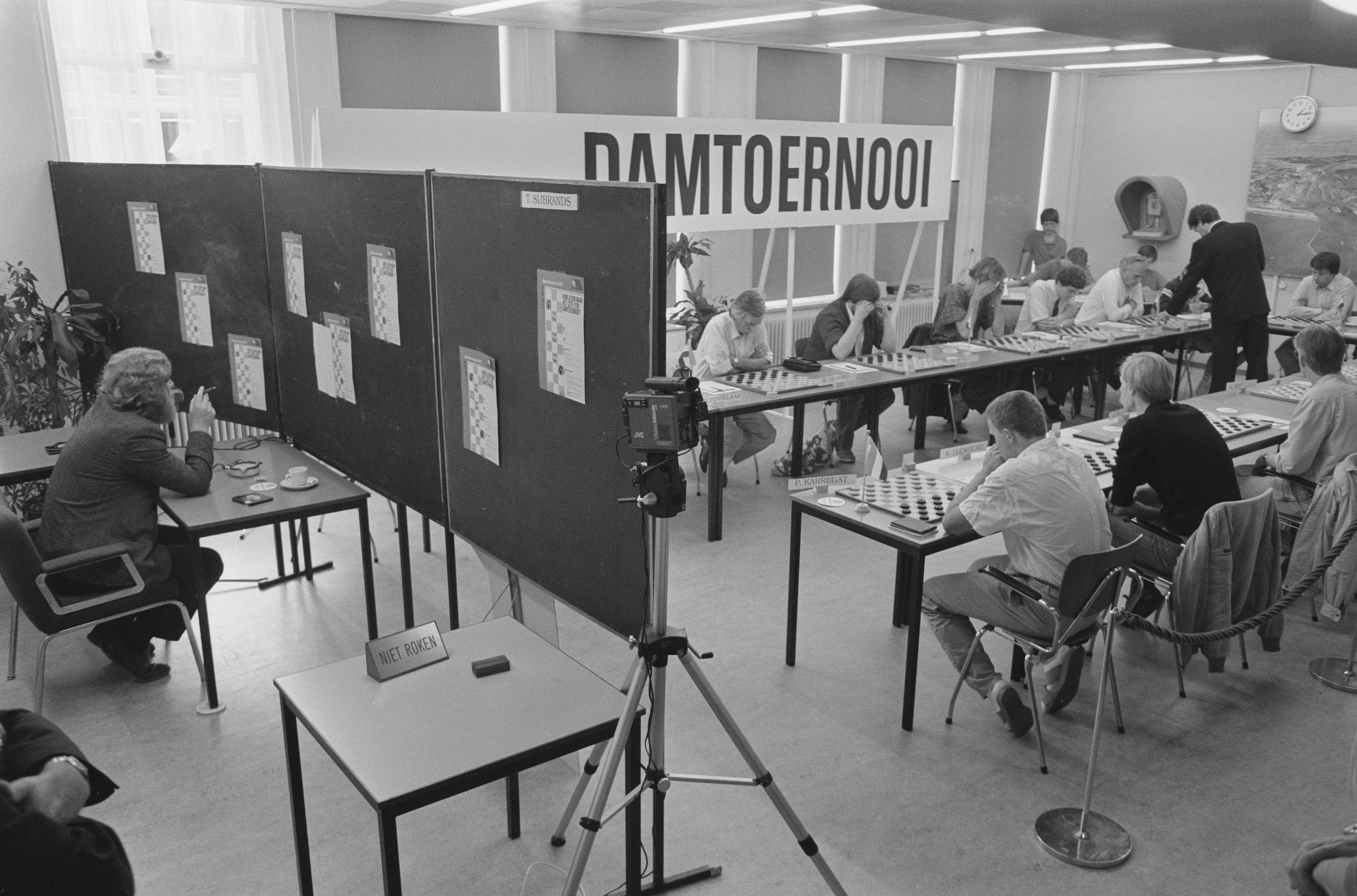
Ton Sijbrands jouant une simultanée à l'aveugle en 1987.

#### Dames internationales
Pour les dames internationales, le record a essentiellement été détenu par Ton Sijbrands à partir de 1982.
L'ancien champion du monde Benedictus Springer est le premier joueur à jouer aux dames à l'aveugle en 1923, en simultanée face à deux joueurs en 1926 puis contre trois joueurs en 1927.
Son record a ensuite été porté à quatre. En 1945, le Hollandais Idzerda et le champion du monde français Pierre Ghestem avaient égalé ce record.
| Année  | Adversaires   | Lieu        | Joueur              |
| ------ | ------------- | ----------- | ------------------- |
| 1923   | 1             | Marseille   | Benedictus Springer |
| 1926   | 2             | ?           | Benedictus Springer |
| 1927,  | 3             | Paris       | Benedictus Springer |
| < 1945 | 4             | ?           | Benedictus Springer |
| 1950   | 5             | Leyde       | Piet Roozenburg     |
| 1951   | 6             | ?           | Wim Huisman         |
| 1955   | 8             | La Haye     | Wim Huisman         |
| 1982   | 10 (+9 =1)    | La Haye     | Ton Sijbrands       |
| 1986   | 12            | Cannes      | Ton Sijbrands       |
| 1987   | 14            | IJmuiden    | Ton Sijbrands       |
| 1991   | 15            | Middelbourg | Ton Sijbrands       |
| 1993   | 18            | Venlo       | Ton Sijbrands       |
| 1999   | 20            | Gouda       | Ton Sijbrands       |
| 2002   | 22            | Lutten      | Ton Sijbrands       |
| 2004   | 24            | Lutten      | Ton Sijbrands       |
| 2007   | 25            | Tilbourg    | Ton Sijbrands       |
| 2008   | 27            | Delft       | Erno Prosman        |
| 2009   | 28            | Amsterdam   | Ton Sijbrands       |
| 2012   | 30            | Delft       | Erno Prosman        |
| 2014   | 32 (+14 = 18) | Hilversum   | Ton Sijbrands       |

#### Dames italiennes
Aux dames italiennes, le seul record homologué est celui de Michele Borghetti, qui a affronté 23 adversaires (17 victoires, 6 nulles) à Varazze en 2003.

### Au xiangqi
Bien que la pratique du xiangqi à l'aveugle soit plus difficile que celle des échecs, plusieurs très forts joueurs s'y sont essayés.
| Année | Adversaires    | Joueur      |
| ----- | -------------- | ----------- |
| 1995, | 19 (+9 =8 -2)  | Liu Dahua   |
| 2010  | 20             | Jiang Chuan |
| 2015  | 25             | Fei Dang    |
| 2017  | 26 (+21 =3 -2) | Jiang Chuan |

### Au jeu de go
Au jeu de go on a quelques exemples de parties d'exhibition, souvent jouées par des professionnels contre des amateurs aveugles (lesquels jouent avec un matériel spécial).

## Tournois
- Tournoi d'échecs Amber